# Тейт, Рафаэль
Рафаэль Орландо Тейт (родился 18 февраля 1984 года) — американский певец, автор песен, танцор, музыкант, продюсер и руководитель группы. Его дебютный сингл «With Every Beat of My Heart» (выпущенный в конце 2017 года) занимал 25-е место в музыкальном чарте Billboard’s Dance Club Songs в Америке .

## Ранний период жизни
Рафаэль вырос в округе Принс-Джордж, штат Мэриленд, с 10 братьями и сестрами. Музыкальность Рафаэля сформировалась в лоне его религиозной семьи. Вначале его вдохновляли его отец Роберт и его мать Патриция, которые проводили богослужения в своей местной сети церквей. Его отец также играл на саксофоне и профессионально пел для групп R & B, прежде чем посвятить себя церкви в качестве помощника пастора. Его старший брат Джоэл также является профессиональным барабанщиком и перкуссионистом.
В детстве Рафаэль был очень тихим и застенчивым ребёнком, тяжело перенеся развод своих родителей. Когда он поступил в старшую школу, он почувствовал больше уверенности в себе, так как его способности как музыканта, так и спортсмена начали развиваться в средней школе Кроссленда. Его успехи на баскетбольной площадке принесли ему много возможностей для получения стипендии в колледже. Музыка, однако, превратилась в величайшую страсть Рафаэля. Он присоединился к оркестру в средней школе и научился читать, писать, аранжировать и сочинять музыку. Рафаэль начинал как перкуссионист и продолжал изучать тубу / сузафон и довольно быстро отличился на тубе. Он получил музыкальную стипендию для обучения в государственном университете Моргана в округе Балтимор, штат Мэриленд. В этот период он снялся в фильме «Глава государства» (2002) с духовым оркестром, состоящим из его коллег. После колледжа Рафаэль путешествовал по миру и в итоге поселился на острове Кипр. Он жил там в течение нескольких лет, развивая свой талант, и, итоге, стал продюсером, певцом и лидером группы. Его открыли Ева Эфрат (владелец фирмы по связям с общественностью Arieli) и Джейсон Дауман.

## Музыкальные релизы
Песня Рафаэля «С каждым ударом моего сердца» была выпущена в 2017 году и (по состоянию на январь 2018 года) занимала 15-е место в британском коммерческом поп-чарте и на 25-е место в американском чарте Billboard’s American Dance Club Songs Chart.. Первоначально эта песня была написана Артуром Бейкером, Лотти Голден и Томми Фарагером и стала известна в исполнении Тейлор Дейн в1989 году. Рафаэль переделал песню с помощью Jason Dauman, Dave Audé, Joe Gauthreaux, DJ Lean, SCOTTY BOY, и Dan Boots.
Рафаэль также недавно выпустил сингл под названием «Back To Your Heart», а также кавер на песню Оливера Читама «Get Down Saturday Night».

## Личная жизнь
У Рафаэля есть сын по имени Мика Исайя Тейт.